# Верхівнянський парк
Верхівня́нський парк — парк-пам'ятка садово-паркового мистецтва загальнодержавного значення в Україні. Розташований у селі Верхівня Ружинського району Житомирської області. Статус отримав згідно з постановою № 22 Колегії державного комітету Ради Міністрів УРСР з охорони природи від 26 липня 1972 року.
Площа 33,75 га. Має історичне значення як місце, де з 1847 по 1850 рік в маєтку Ганських проживав Оноре де Бальзак.
Парк заснований протягом 1780–1790 років Яном Ганським. Видовий склад дерев переважно з місцевих порід. Тут насаджені дуби, ясени, липи, тополі, яким по півтора сотні, а то й більше років.
У наш час на території парку розташована Верхівнянська філія Житомирського агротехнічного коледжу.

## Галерея

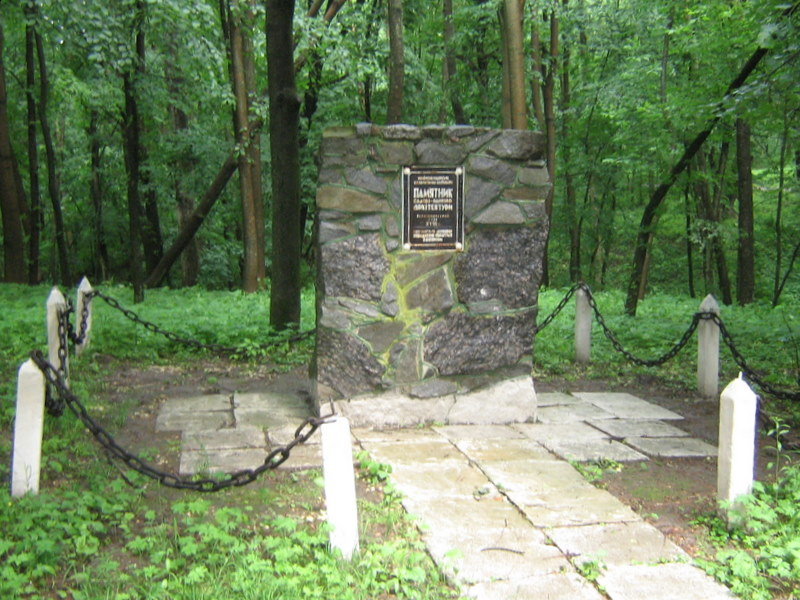
Пам'ятний камінь
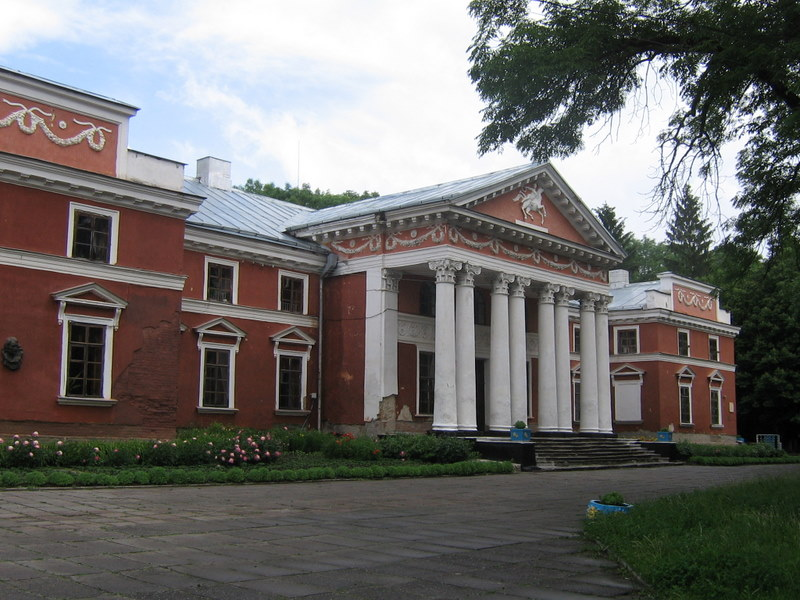
Палац Ганських
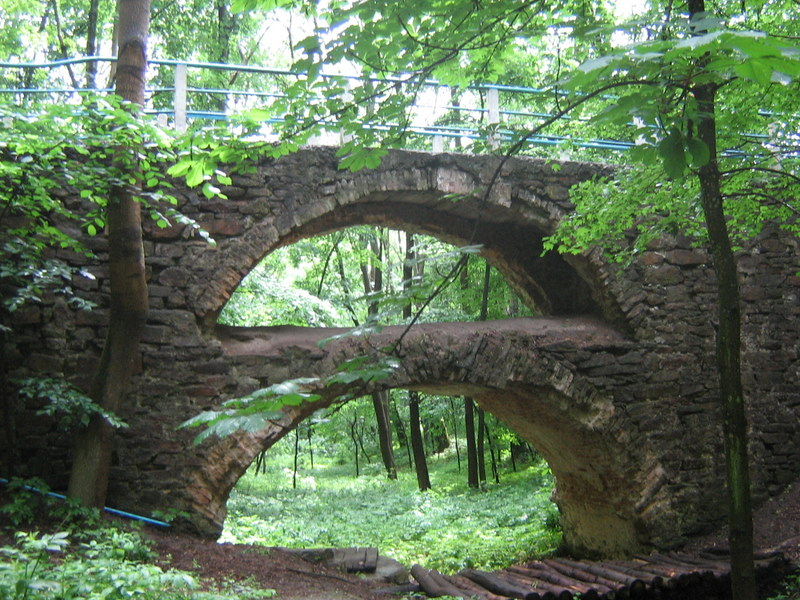
Місток через яр
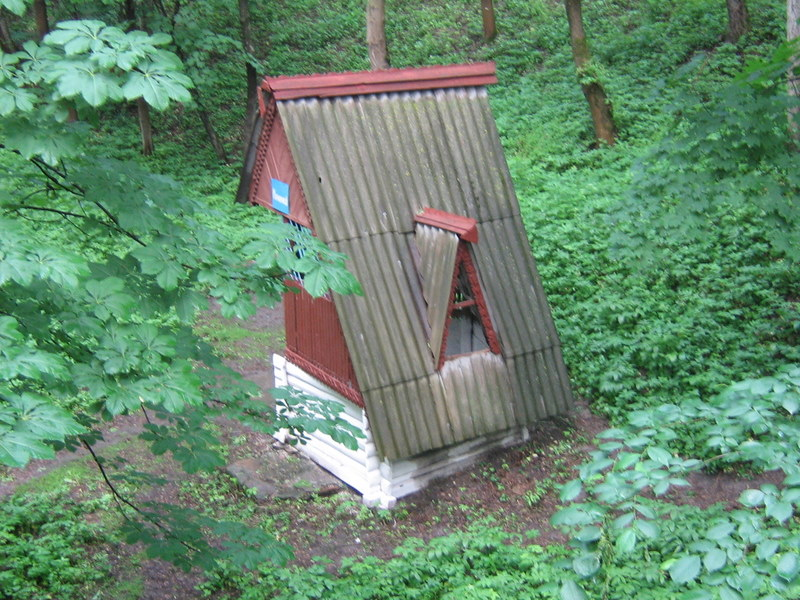
Криниця Бальзака